# Do What U Want
Do What U Want è un singolo della cantante statunitense Lady Gaga, pubblicato in Canada, Stati Uniti d'America e Messico il 21 ottobre 2013 e il giorno seguente nel resto del mondo come secondo estratto dal terzo album in studio Artpop.
Il brano è stato inserito al diciassettesimo posto nella classifica delle 100 migliori canzoni del 2013 stilata da Rolling Stone.
Nel gennaio 2019, a seguito dello scandalo degli abusi sessuali riguardanti R. Kelly, la cantante ha deciso di rimuovere la versione di Do What U Want in collaborazione con il cantante dalle piattaforme digitali. È rimasta invece disponibile la versione in collaborazione con Christina Aguilera.

## Descrizione
Do What U Want ha visto la partecipazione vocale del cantante e produttore musicale R. Kelly. La cantante ha rivelato il titolo della canzone il 21 settembre 2013 sul social network Twitter. Il brano è balzato in vetta alla classifica dei singoli di iTunes, dopo poche ore dalla messa on line, in 83 paesi, battendo il record della cantante Adele con Skyfall. Il brano è stato scelto come singolo promozionale del noto marchio di cuffie Beats. Musicalmente il pezzo contiene influssi contemporary R&B, sintetizzatori ispirati agli anni ottanta e una base elettronica, mentre il testo tratta dei sentimenti dell'artista, sogni e pensieri, riguardanti per lo più la critica e il menefreghismo che prova per ciò che dicono sul suo corpo e sulla sua immagine. Sin dalla sua uscita, la canzone ha ottenuto principalmente recensioni positive. Alcuni giornalisti hanno paragonato alcuni vocalizzi di Lady Gaga a cantanti come Tina Turner e Christina Aguilera. Nella frase del "bridge" "So just take my body / and don't stop the party" la cantante fa un uso della sua estensione vocale che la porta a raggiungere la nota F#5 con la parola stop.

## Copertina
Per la copertina del brano, Lady Gaga si è fatta fotografare il primo piano delle natiche con un perizoma a fiori, dal fotografo Terry Richardson. Lo scatto è stato paragonato, secondo Catherine Earp del Digital Spy, a una foto Polaroid.

## Esibizioni dal vivo

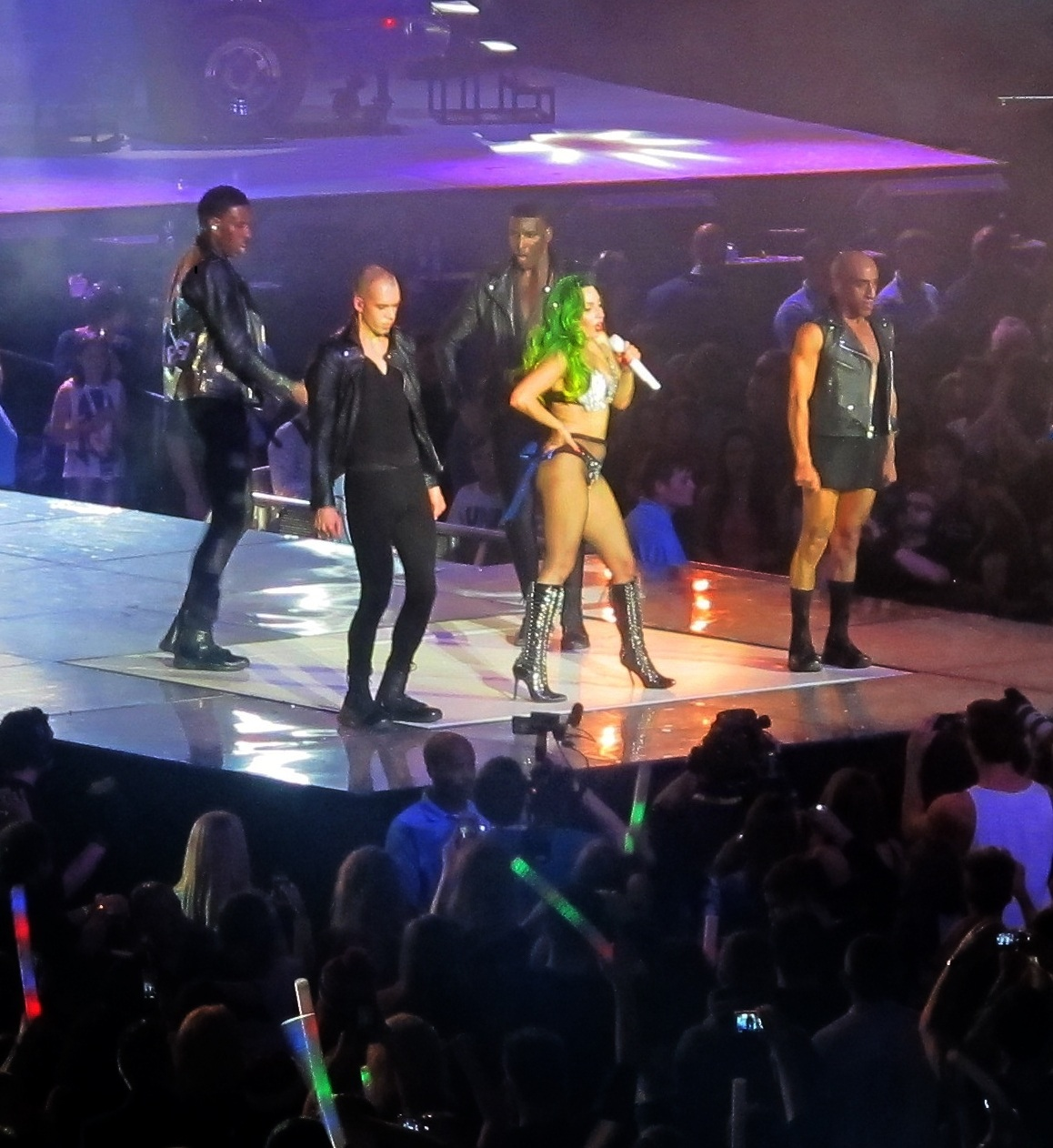
Lady Gaga canta il brano al Jingle Bell Ball a Londra, l'8 dicembre 2013.

Lady Gaga ha cantato Venus e Do What U Want nel programma televisivo inglese X Factor UK il 27 ottobre 2013. Inoltre questi 2 brani sono stati cantati anche nel programma televisivo Graham Norton Show, l'8 novembre 2013 e all'ArtRave, evento apposito per promuovere Artpop) a New York.
La cantante ha eseguito il pezzo per la prima volta insieme al cantante R. Kelly al Saturday Night Live, suscitando molte polemiche per la coreografia ritenuta troppo "spinta".
Il 24 novembre, Lady Gaga ha sfilato sul red carpet agli American Music Award sopra un finto unicorno bianco, messo in piedi dai ballerini della cantante. Durante la cerimonia, la popstar ha cantato (vestita da Marilyn Monroe) la canzone, affiancata ancora una volta da R. Kelly (vestito a sua volta da John F. Kennedy). Come accadde per il SNL, la performance ha fatto molto discutere per la sua coreografia esplicita e, per il momento, considerata inappropriata; infatti, in quel periodo ricadeva la data della morte del presidente Kennedy. Nonostante tutto, l'esibizione è stata lodata dalla critica specializzata, per la scenografia e le doti vocali della cantante.
Il 6 dicembre all'Alan Carr Show, la cantante, dopo aver cantato Dope, ha eseguito il brano in una versione acustica esclusivamente al pianoforte, dove ha cantato versi nuovi, sostituendoli a quelli di R. Kelly. Due giorni più tardi, in occasione del Jingle Bell Ball di Londra, la popstar ha incantato il pubblico esibendosi con pezzi vecchi e nuovi (tra cui appunto, Do What U Want).
Il 17 dicembre, per l'ultima puntata del talent show statunitense The Voice, la popstar ha cantato il brano insieme a Christina Aguilera. Secondo MTV UK e Billboard il duetto è stato il migliore del 2013.
Durante l'ArtRave: The Artpop Ball, il brano è presente nella scaletta a metà dello spettacolo.

## Versione con Christina Aguilera
Il 1º gennaio 2014 è stata messa in commercio la versione ufficiale del brano con la collaborazione di Christina Aguilera.

## Accoglienza
Il sito Popjustice ha valutato la canzone molto positivamente dando un "8/10" e commentando che è un pezzo da club con un beat simile a quello di Eh, Eh (Nothing Else I Can Say) con aggiunta qualche melodia della The Fame Monster era. Aylin Zafar di BuzzFeed ha denominato la canzone come "brano sexy e divertente" e aggiungendo che era "hot proprio come la sua cover". Alexa Camp, scrive per "Slant Magazine": "una canzone elettronica intelligentemente moderata da farla sembrare una canzone d'amore." Lars Brandle di Billboard si è complimentato con la canzone, etichettandola come "radio-friendly" e concludendo che "Gaga è in grande forma". Un critico del The Daily Beast, Kevin Fallon è rimasto molto entusiasta dalla canzone, definendola "paradiso-pop puro" e ancora: "il coro la trasformerà in una hit radiofonica..." Carl Williot di Idolator l'ha definita come un "impeccabile pezzo R&B." Dharmic X di Complex ha detto che Do What U Want "è molto orecchiabile ed ha un potente hook" e ha aggiunto che "ci fa ricordare i suoi primi, perfetti, lavori pop."
Una recensione negativa è stata invece ricevuta da Kyle Anderson di Entertainment Weekly, dicendo che la traccia "non funziona insieme, con la voce di Gaga ed i vocalizzi di R. Kelly". Amy Sciaretto di PopCrush ha commentato che si aspettava una canzone più sperimentale per Artpop.

## Video musicale
Il videoclip, mai pubblicato, è stato diretto da Terry Richardson e girato tra il 4 e il 5 novembre 2013. Nei giorni 6 e 13 dicembre, lo stesso regista ha pubblicato due foto dal set del videoclip del brano, che riprendono Lady Gaga mora, in intimo, in posizioni succinte insieme a R. Kelly.
Tuttavia il video non è stato pubblicato e Lady Gaga stessa si è scusata per il ritardo, attribuendone le colpe a varie controversie con i suoi più stretti collaboratori tra cui l'ex-manager, Troy Carter, licenziato poco prima della pubblicazione dell'album.
Il 19 giugno del 2014 viene svelato l'anteprima del video, la quale mostra R. Kelly nei panni di un dottore e Lady Gaga in quelli di una sua paziente. Poco dopo entrano delle infermiere in abiti succinti che iniziano a ballare, con pose e movimenti trasgressivi. In un secondo momento Terry Richardson riprende la cantante nuda coperta solo di giornali e con stivali a tacchi alti, mentre lei assume movimenti erotici agli occhi della telecamera. Nonostante la pubblicazione del teaser, i due cantanti hanno rinunciato alla pubblicazione del video per timore di polemiche che vanno al di sopra di quelle che hanno già ricevuto in passato, e perché secondo gli artisti il video risultava troppo esplicito sessualmente.

## Tracce
Download digitale
1. Do What U Want (feat. R. Kelly) – 3:48

Download digitale – Remix
1. Do What U Want (DJWS Remix) (feat. R. Kelly and Rick Ross) – 4:19

Download digitale – Remix
1. Do What U Want (feat. Christina Aguilera) – 3:36

## Successo commerciale

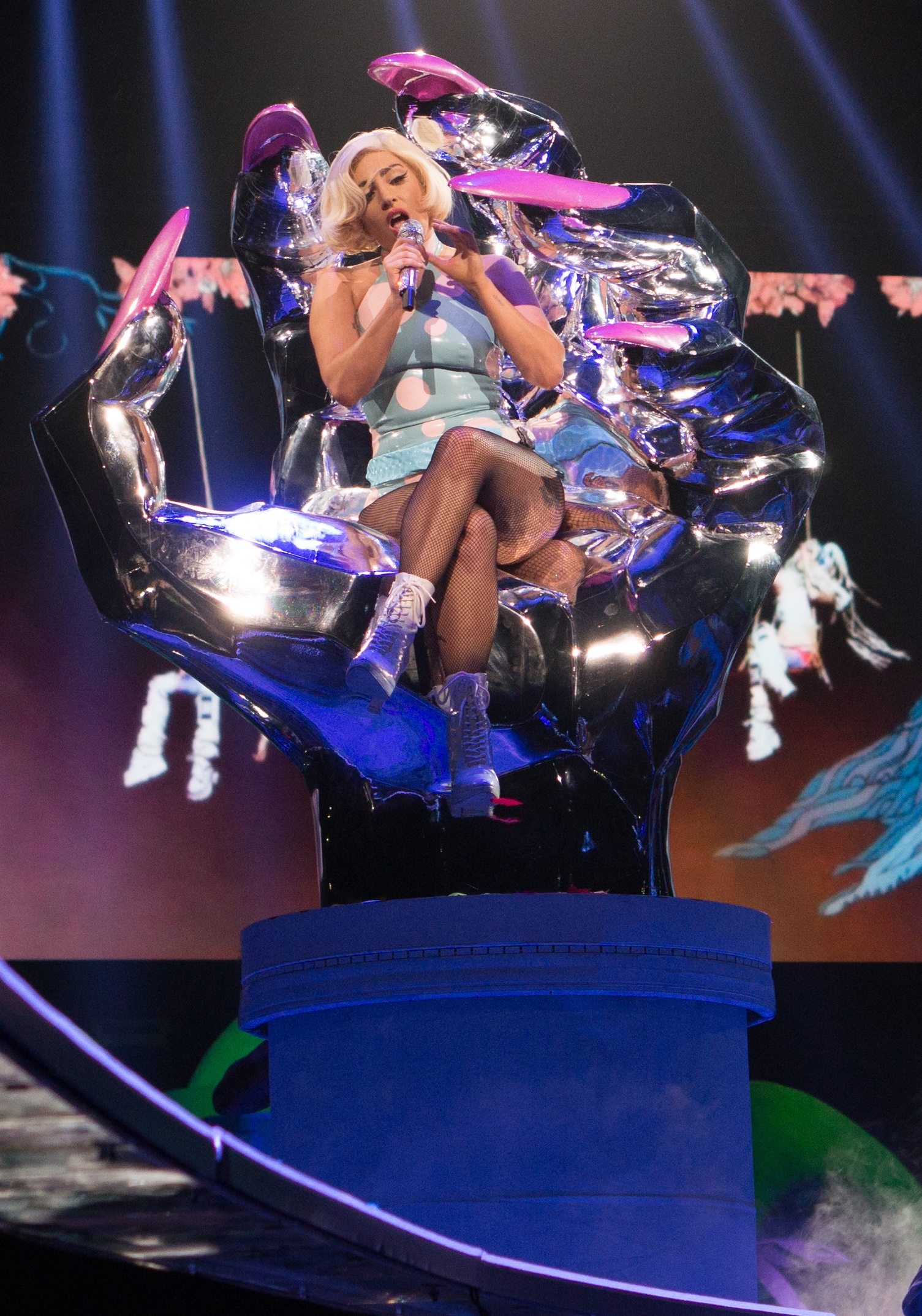
Lady Gaga esegue Do What U Want allArtRave: The Artpop Ball

Nella classifica statunitense dei singoli, nella sua prima settimana dall'uscita, ha debuttato alla tredicesima posizione, vendendo 156 000 copie e piazzandosi al terzo posto della classifica Digital Songs statunitense. È la cinquantaduesima canzone di R. Kelly a debuttare nella medesima classifica e ad aver raggiunto una così alta posizione sin dal singolo I'm a Flirt (che aveva raggiunto il dodicesimo posto nel 2007). La settimana seguente, Do What U Want è sceso al 58º posto nella Billboard Hot 100. Nella sua terza settimana di presenza, il singolo è salito al 48º posto grazie all'aumento dell'airplay (+22%). A seguito dell'uscita dell'album Artpop, Do What U Want è tornato nei primi venti posti, occupando il 18º. Nella settimana comprendente il 18 e il 25 dicembre, il brano è salito di due posizioni arrivando al 16º posto. Nel 2018 Billboard rivela che il singolo ha venduto in totale 1 300 000 copie negli Stati Uniti.
Nel Regno Unito, Do What U Want ha debuttato alla 9ª posizione con 29 700 copie vendute. La settimana seguente, il singolo è poi sceso al sedicesimo posto. Con un incremento delle vendite pari al 43% (27 200 copie vendute), il duetto è salito all'undicesima posizione. Nonostante un calo delle vendite del 18% (22 300 copie vendute), Do What U Want è tornato ad occupare la top 10 (decimo posto).
In Francia, Do What U Want ha debuttato all'ottavo posto con 5 000 download digitali. Con un decremento delle vendite del 69% (1 800 copie vendute), il singolo è sceso al 38º posto. Un mese dopo, Do What U Want, con un incremento delle vendite del 142%, è tornato ad occupare l'8ª posizione.

## Classifiche
| Classifica (2013) | Posizione massima |
| ----------------- | ----------------- |
| Australia         | 21                |
| Austria           | 10                |
| Belgio (Fiandre)  | 15                |
| Belgio (Vallonia) | 11                |
| Bulgaria          | 19                |
| Canada            | 3                 |
| Corea del Sud     | 2                 |
| Danimarca         | 5                 |
| Finlandia         | 2                 |
| Francia           | 8                 |
| Germania          | 14                |
| Irlanda           | 9                 |
| Italia            | 3                 |
| Libano            | 10                |
| Norvegia          | 7                 |
| Nuova Zelanda     | 12                |
| Paesi Bassi       | 27                |
| Portogallo        | 27                |
| Regno Unito       | 9                 |
| Repubblica Ceca   | 12                |
| Slovacchia        | 18                |
| Spagna            | 2                 |
| Stati Uniti       | 13                |
| Svezia            | 17                |
| Svizzera          | 14                |
| Ungheria          | 1                 |